# رسوم معالجة المقالة

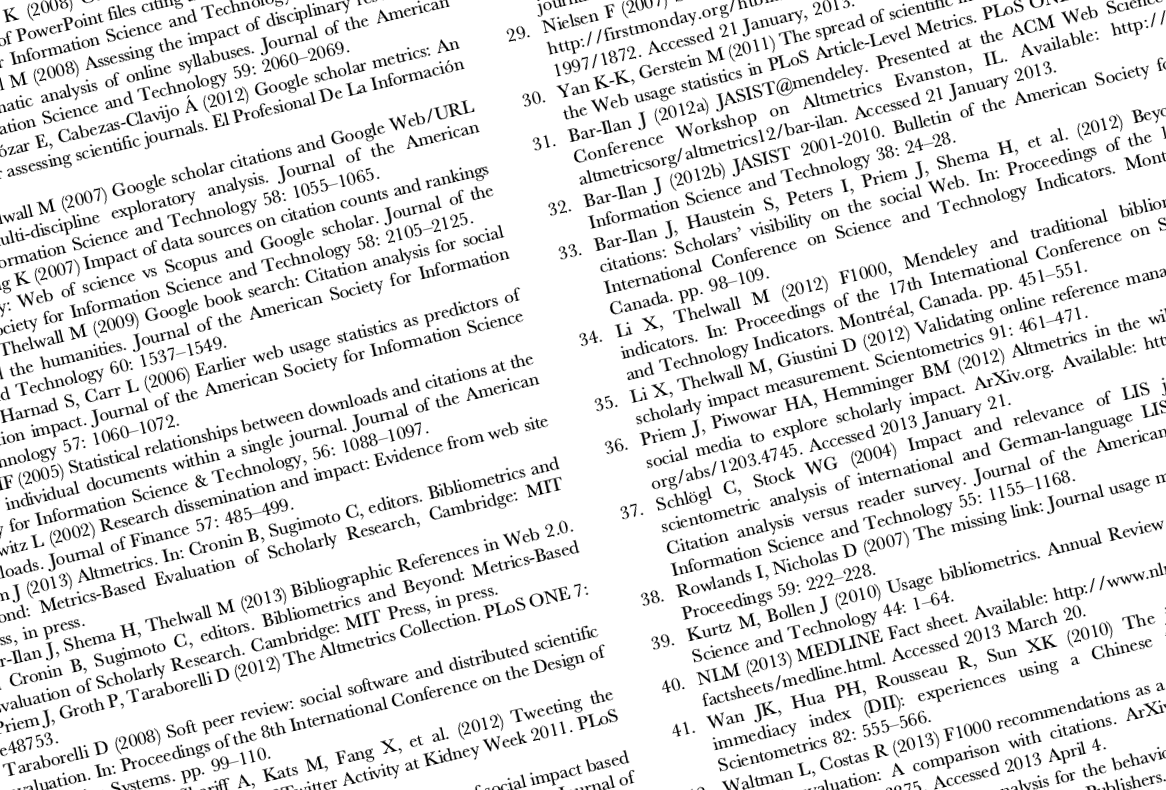
صورة توضح رسوم معالجة المقالة

رسوم معالجة المقالة (بالإنجليزية: article processing charge) اختصارا(APC)، والمعروف أيضا باسم رسم النشر، هو الرسم الذي يطلبه في بعض الأحيان المؤلفين لجعل مقالاتهم متاح للوصول المفتوح في إما مجلة النفاذ المفتوح أو مجلة الهجينة. يمكن دفع هذه الرسوم لصالح المؤلف أو مؤسسة المؤلف أو ممول البحث. يتنازل بعض الناشرين عن الرسوم في حالات المشقة أو الموقع الجغرافي الخاص بالقراء، لكن هذه ليست ممارسة واسعة الانتشار. رسوم معالجة المقالة لا تضمن احتفاظ المؤلف بحقوق الطبع والنشر لهذا العمل، أو أنه سيتم إتاحة مقاله بموجب ترخيص المشاع الإبداعي.

## خلفية
تستخدم الدوريات مجموعة متنوعة من الطرق لتوليد الدخل المطلوب لتغطية تكاليف النشر (بما في ذلك تكاليف التحرير، وأي تكاليف لإدارة نظام مراجعة المختصين)، مثل الإعانات المقدمة من المؤسسات والاشتراكات. غالبية المجلات المفتوحة الوصول لا تتقاضى رسومًا على معالجة المقالة، ولكن هناك عدد متزايد منها يقوم بذلك. وتعتبر رسوم معالجة المقالات أكثر طرق التمويل شيوعًا لمقالات الوصول الحر المنشورة بشكل احترافي.
عادة ما تكون رسوم معالجة المقالة المطبقة على البحث الأكاديمي باهظة الثمن، مما يحد بشكل كبير من الوصول الحر بين المؤسسات والعلماء والطلاب الأقل ثراءً.
يتم النقاش حول نموذج رسوم معالجة المقالات للوصول المفتوح، عند النقاش الأخلاقي الواسع والمتزايد حول الوصول الحر.

## رسوم النشر الأخرى
تختلف مستويات الرسوم بين نطاق واسع من الناشرين الأكاديميين، من أقل من 100 دولار أمريكي إلى أكثر من 3000 دولار أمريكي. يفرض الناشرون التقليديون رسومًا عالية في بعض الأحيان من أجل النشر في مجلة ذات وصول حر هجين، وهو نظام يجعل مقالًا فرديًا في مجلة تطلب الاشتراك مفتوحًا. تم حساب متوسط رسم النشر للمجلات الهجينة ليكون تقريبًا ضعف رسم النشر لدى الناشرين ذوي الوصول الكامل. وتميل الدوريات ذات عوامل التأثير العالية من الناشرين الرئيسيين إلى الحصول على أعلى رسوم النشر.
غالبًا ما يكون للمقالات المفتوحة الوصول تكلفة إضافية مقارنة بـرسم النشر ذي الوصول المغلق؛ على سبيل المثال، تتقاضى وقائع الأكاديمية الوطنية للعلوم 1590 دولارًا - 4215 دولارًا أمريكيًا لكل مقالة (حسب الطول) للوصول المغلق (المجلات التي تحتاج اشتراك)، مع تكلفة إضافية 1700 دولارًا - 2200 دولارًا للوصول المفتوح (اعتمادًا على الترخيص). وبالمثل، فإن مجلة الاتحاد الجيوفيزيائي الأمريكي 's Journal of Geophysical Research تتقاضى 1000 دولارًا مقابل الوصول المغلق و3500 دولار للوصول المفتوح.
حتى عندما لا يفرض الناشرون رسومًا قياسية، قد تستمر الرسوم الزائدة أو الرسوم المحسوبة بعد عدد معين من الصفحات أو وحدات النشر؛ وقد توجد رسوم إضافية للأشكال الملونة، خصوصا للمجلات الورقية التي ليست على الإنترنت فقط.
بينما تخصم رسوم النشر عند قبول المادة، يتم فرض رسوم تقديم المقالة قبل بدء مراجعة المختصين؛ وهي شائعة بين الدوريات في بعض المجالات، مثل المالية والاقتصاد. قد تشير رسوم الصفحة إلى رسوم النشر أو التقديم.

## نقد
حولت رسوم النشر عبء الدفع من القراء إلى المؤلفين (أو الممولين)، مما يخلق مجموعة جديدة من المخاوف. أحد المخاوف هو أنه إذا حقق الناشر ربحًا من قبول الأوراق، فسيكون لديه حافز لقبول أي شيء مقدم له، بدلاً من اختيار ورفض المقالات بناءً على الجودة. ومع ذلك، يمكن معالجة ذلك بفرض رسوم على مراجعة المختصين بدلاً من رسوم القبول، هناك شاغل آخر هو أن الميزانيات المؤسسية قد تحتاج إلى تعديل من أجل توفير التمويل لرسوم النشر المطلوبة للنشر في العديد من المجلات مفتوحة الوصول (على سبيل المثال منشورات BioMed Central). وقد قيل أن هذا قد يقلل من القدرة على نشر نتائج البحوث بسبب نقص الأموال الكافية، مما يؤدي إلى عدم تحول بعض البحوث إلى جزء من السجل العام.
ما لم تتوفر خصومات للمؤلفين من البلدان ذات الدخل المنخفض أو يتم توفير تمويل خارجي لتغطية التكلفة، فقد تتسبب رسوم النشر في استبعاد المؤلفين من البلدان النامية أو المجالات البحثية الأقل تمويلًا من النشر في المجلات المفتوحة. ومع ذلك، بموجب النموذج التقليدي، فإن التكاليف الباهظة لبعض اشتراكات المجلات غير المفتوحة تضع بالفعل عبئًا ثقيلًا على مجتمع البحوث ؛ وإذا كانت الأرشفة الذاتية ذات الوصول الحر الأخضر تجعل الاشتراكات في نهاية المطاف غير مستدامة، فإن مداخيل الاشتراك الملغاة يمكن أن تدفع تكاليف النشر ذات الوصول الحر الذهبي دون الحاجة إلى استخدام أموال إضافية من ميزانية البحث.  علاوة على ذلك، تقدم العديد من دور النشر المفتوحة خصومات أو إعفاءات من رسوم النشر للمؤلفين من الدول النامية أو الذين يعانون من صعوبات مالية. وتوفر الأرشفة الذاتية للمنشورات غير المفتوحة نموذجًا بديلًا منخفض التكلفة.
هناك شاغل آخر هو إعادة توجيه الأموال من قبل وكالات التمويل الرئيسية مثل المعاهد الوطنية للصحة ومؤسسة صندوق ويلكم من الدعم المباشر للبحوث إلى دعم الوصول الحر. قال روبرت تيري، كبير مستشاري السياسات في صندوق ويلكم، أنه يشعر أن 1 لـ 2 ٪ من ميزانية البحث الخاصة بهم ستتغير من إنشاء المعرفة إلى نشر المعرفة.
يمكن للمؤسسات البحثية تغطية تكلفة الوصول الحر عن طريق التحول إلى نموذج الوصول الحر الذي يضمن استرداد التكاليف، ومع توفير مداخيل الاشتراك السنوية للمؤسسات ليتم تغطية تكاليف النشر السنوي للوصول المفتوح. في دراسة لعام 2017 أجرتها جمعية ماكس بلانك، يبلغ حجم المبيعات السنوية للناشرين الأكاديميين حوالي 7.6 مليار يورو، ويقال أن هذه الأموال تأتي في الغالب من المكتبات العلمية الممولة من القطاع العام لأنها تشتري اشتراكات أو تراخيص من أجل توفير الوصول إلى المجلات العلمية لأعضائها. تم تقديم الدراسة من قبل مكتبة ماكس بلانك الرقمية ووجدت أن ميزانيات الاشتراك ستكون كافية لتمويل رسوم النشر، ولكنها لا تتناول كيفية مساهمة المؤلفين غير المنتسبين أو المؤلفين من المؤسسات التي ليس لديها أموال في السجل العلمي.